# Valea Viei, Buzău
Valea Viei este o localitate componentă a orașului Pătârlagele din județul Buzău, Muntenia, România. Se află în zona de munte, pe valea Buzăului.
Are un singur drum principal care merge prin mijlocul său. Satul are o școală, două biserici și trei magazine. Populația satului la recensământul din 2002 era de 506 persoane.

## Personalități
- Irineu Mihălcescu (1874-1948) - teolog și ierarh ortodox român, care a îndeplinit demnitatea de mitropolit al Moldovei (1939-1947)